# The War Zone
The War Zone ist ein britisches Filmdrama aus dem Jahr 1999, das den sexuellen Missbrauch eines Vaters an seiner Tochter behandelt und eine daraus resultierende Familientragödie. Der Schauspieler Tim Roth gab sein Debüt als Regisseur, das Drehbuch schrieb Alexander Stuart nach seinem eigenen 1989 veröffentlichten Roman.

## Handlung
Eine vierköpfige Familie ist vor kurzer Zeit aus London in ein abgelegenes Haus an der Steilküste der Grafschaft Devon umgezogen. Die Eltern, etwa Anfang 40, haben im ganzen Film keine Namen und werden immer nur Vater und Mutter genannt. Tochter Jessie ist 18 Jahre alt und ihr Bruder Tom 15 Jahre. Die Mutter ist hochschwanger. Der Vater, der mit Antiquitäten handelt, telefoniert immer wieder geschäftlich. Die Eltern erscheinen äußerlich zufrieden, aber zwischen den einzelnen Mitgliedern der Familie gibt es eine spürbare Distanz, gerade zu Tom, von dem besonders der Vater häufig genervt ist. Nur die beiden Geschwister sind sich in besonderer Weise verbunden. Die Eltern praktizieren ein freies Verhältnis zur Körperlichkeit, laufen teilweise unbekleidet in der Wohnung umher und lassen auch in intimen Momenten die Türen offen. Auch Jessie hat offenbar nichts dagegen, wenn ihr Bruder ins Zimmer kommt, während sie nackt ist. Der wortkarge und verschlossene Tom, der unter dem Wegzug aus der Großstadt sehr zu leiden scheint, findet heimlich Gefallen an der etwas älteren Lucy aus der Nachbarschaft, was seiner Schwester nicht entgeht.
Als bei der Mutter die Fruchtblase platzt, fährt die ganze Familie mit dem Auto ins Krankenhaus. Der Vater verliert die Kontrolle über den Wagen und das Auto überschlägt sich. Die neugeborene Alice kommt an der Unfallstelle zur Welt, niemand wird ernsthaft verletzt.
Durch ein Fenster sieht der schockierte Tom seinen Vater und seine Schwester zusammen in der Badewanne. Er stellt Jessie zur Rede, doch sie beteuert, dass „nichts“ passiert sei. Bei einem familiären Pub-Besuch trifft Jessie Nick, einen jungen Mann aus dem Dorf, und zusammen mit Tom fahren die drei an den Strand. Als Jessie und Tom erst morgens nach Hause kommen, reagiert ihr Vater aggressiv, wird handgreiflich und beschuldigt Nick seine Tochter verletzt zu haben. Die Mutter stellt sich schützend vor ihre Tochter und schiebt den Vater resolut aus dem Zimmer, der sich bei seiner Tochter entschuldigt.
Kurze Zeit später findet Tom Nacktfotos seiner Schwester und einer Freundin. Darunter ist auch ein Bild, das Vater und Tochter in eindeutig sexueller Pose zeigt. Tom konfrontiert seine Schwester mit diesem Foto und wieder versucht sie ihn zu beruhigen: Sie habe Nick als Liebhaber und brauche kein Verhältnis mit dem eigenen Vater. Sie behauptet, Tom sei neidisch, weil er selbst gerne Sex hätte, und schlägt ihm vor Lucy zu fragen, ob sie mit ihm schlafen würde. Sprachlos zieht Tom sich zurück. Bei einem seiner einsamen Spaziergänge an der Steilküste sieht Tom Jessie mit Nick in einem Bunker verschwinden. Als Tom an einem späteren Tag seinen Vater und seine Schwester in den Bunker gehen sieht, schleicht er ihnen nach und filmt durch ein Fenster, wie die weinende Jessie vom Vater missbraucht wird. Die Kamera wirft er danach in die tosende Brandung. Seiner Schwester erzählt er, dass er alles gesehen habe. Jessie ist schockiert, verbrennt sich selbst mit einem Feuerzeug und fordert ihren Bruder auf, sie in gleicher Weise zu bestrafen. Tom macht erst mit, stoppt dann aber abrupt und droht alles der Mutter zu sagen.
Der Vater nimmt die Geschwister zu einer Geschäftsreise nach London mit. Dort führt Jessie Tom in die Wohnung der 30-jährigen Carol, der Freundin, die Tom schon auf den Nacktfotos gesehen hat, und bittet diese, Tom zu verführen. Als Carol und Tom sich entkleiden und krampfhaft Zärtlichkeiten austauschen, steht Jessie plötzlich wieder im Zimmer, woraufhin sich Tom sofort beschämt anzieht.
In einer nächtlichen Szene wird Tom plötzlich geweckt: die kleine Alice ist krank. Die ganze Familie fährt in die Klinik. Bei einem Besuch am nächsten Tag sieht Tom bei seiner kleinen Schwester Blut in der Windel. Seiner Mutter kann er immer noch nicht von den schrecklichen Handlungen seines Vaters erzählen, rät ihr stattdessen, dem Vater nichts zu glauben und ihn niemals mit dem Baby allein zu lassen. Als am Abend der Vater im Krankenhaus anruft, weigert sich die Mutter mit ihm zu sprechen. Tom konfrontiert seinen Vater mit seiner Beobachtung am Bunker. Der Vater beschimpft und schlägt Tom und stellt ihn als dreisten Lügner dar, der die Familie zerstören wolle. Die Kinder schließen sich in einem Zimmer ein, welches Tom bald verlässt, um sich in der Küche ein Messer zu holen. Er sucht den Vater auf, der Tom nun ruhig und väterlich als verwirrt darstellt. Als Jessie ihren Vater direkt beschuldigt sie zu missbrauchen, stellt dieser auch das als Lüge hin, woraufhin Tom seinen Vater niedersticht. Tom flüchtet zum Bunker, Jessie folgt ihm. Seine Frage, ob der Vater tot sei, beantwortet sie nicht. Auch auf die Frage „Was tun wir jetzt?“ erhält er keine Antwort. Die weinenden und schockierten Geschwister sitzen schweigend nebeneinander, langsam steht Tom auf und schließt die Tür des Bunkers.

## Kritik
Roger Ebert schrieb in der Chicago Sun-Times, der Film sei „brillant und herzzerreißend“. Er thematisiere Inzest und spiele in der Gegenwart, sei jedoch zeitlos. Roth – einer der besten Schauspieler – erweise sich als ein Regisseur mit überraschenden Talenten.
Die Redaktion von Film-Dienst schrieb, der Film sei ein „beklemmendes, in intensiven Bildern eingefangenes Familiendrama“. Er werfe „dank der einfühlsamen Inszenierung sowie der schauspielerischen Leistungen […] einen emotional wie analytisch überzeugenden Blick auf das brisante Thema des sexuellen Missbrauchs in der Familie“. Dabei stelle er sich „vorbehaltlos auf die Seite der Opfer, ohne die Gegenseite zu dämonisieren“ und sei ein „zutiefst menschlicher Film, geprägt von seiner künstlerischen Verantwortung gegenüber dem Sujet“.
Urs Jenny zeigte sich im Spiegel beeindruckt von den beiden jungen Laiendarstellern Lara Belmont („eine feine, fragile Schönheit mit Schmollmund“) und Freddie Cunliffe („ein wunderbar trauriger, pickliger Junge, der […] aus der Tiefe seiner Einsamkeit heraus so suchend und begehrend um sich schaut wie sonst nur Tim Roth“). Jenny weist auch darauf hin, dass die Nacktszenen nicht erotisch wirken: „Nacktheit, wie Tim Roth sie zeigt, bedeutet (wie einst bei Bergman) nicht schöne Körper, sondern schutzloses Fleisch und spricht mehr von Schmerz als von Lust.“
Daniel Sander lobte im KulturSpiegel vor allem die Leistung des Regisseurs: „Manchmal tut es geradezu weh, dabei zuzuschauen – so gnadenlos lässt Roth diese Tragödie auf ihr bitteres Finale zusteuern. Roth bringt den Zuschauern seine Protagonisten so schmerzhaft nah, wie es die meisten anderen Filme niemals wagen würden, so verstörend, so brillant.“
Im Lexikon des internationalen Films schrieb Rolf-Ruediger Hamacher über die Bildführung: „Der kammerspielartige Ton wird immer wieder durch den weiten Blickwinkel der Bilder aufgehoben, in denen Roth die Figuren kunstvoll arrangiert, Außen- wie Innenräume zu grafischen Tableaus macht. Die gedeckten Farben passen sich dem rauen Klima ebenso an wie der gedrückten Stimmung der Personen […]“

## Preise und Nominierungen
| Preise - Internationale Filmfestspiele Berlin 1999 Tim Roth: C.I.C.A.E. Award - Europäischer Filmpreis 1999 Tim Roth: Bester Nachwuchsfilm - Festróia 1999 Tim Roth: Bestes Erstlingswerk - Semana Internacional de Cine de Valladolid 1999 Tim Roth: Silberne Ähre - British Independent Film Awards 1999 Lara Belmont: Vielversprechendster Newcomer - Edinburgh International Film Festival 1999 Tim Roth: Bester britischer Nachwuchsfilm - Fort Lauderdale International Film Festival 1999 Tim Roth: Bester Regisseur Tim Roth: Bester Nachwuchsfilm Lara Belmont: Spirit of Independence | Nominierungen - Europäischer Filmpreis 1999 Bester Film Ray Winstone: Bester Darsteller - Semana Internacional de Cine de Valladolid 1999 Tim Roth: Goldene Ähre - Bodil 2000 Tim Roth: Bester nicht-amerikanischer Film - British Independent Film Awards 1999 Bester britischer Independentfilm Ray Winstone: Bester Schauspieler in einem britischen Independentfilm Lara Belmont: Beste Schauspielerin in einem britischen Independentfilm - Chicago Film Critics Association Awards 1999 Lara Belmont: Vielversprechendste Darstellerin - Independent Spirit Awards 1999 Tim Roth: Bester ausländischer Film |

## Hintergrund
Der geschäftsführende Produzent Eric Abraham und die Produzentin Sarah Radclyffe hatten bereits seit dem Erscheinen von Alexander Stuarts Roman eine Verfilmung ins Auge gefasst. 1996 gelang es ihnen, Tim Roth als potentiellen Regisseur für das Projekt zu interessieren. Roth selbst verhandelte mit Stuart über die Filmrechte und gewann ihn als Drehbuchautor. Der Regisseur wollte für die beiden jugendlichen Hauptrollen keine Teenager mit Schauspielerfahrung, sondern völlige Neulinge. Freddie Cunliffe begleitete einen Freund zum Vorsprechen und wurde dann selbst engagiert. Lara Belmont wurde beim Einkaufen auf dem Portobello Road Market von einem Casting-Agenten entdeckt und angesprochen.
Die Dreharbeiten fanden in den ersten Monaten des Jahres 1998 in Hartland (Devon) und London statt. Die Weltpremiere war am 29. Januar 1999 auf dem Sundance Film Festival. Im Februar 1999 wurde der Film auf den Internationalen Filmfestspielen Berlin gezeigt, im Mai 1999 auf den Internationalen Filmfestspielen von Cannes und am 13. September 1999 auf dem Toronto International Film Festival. Es folgten weitere Filmfestivals. Von Dezember 1999 bis April 2000 spielte der Film in Kinos der USA ca. 237.000 US-Dollar ein.
The War Zone wurde von 2001 an mehrmals in deutschsprachigen Fernsehprogrammen ausgestrahlt. 2010 erschien der Film bei dem Label Kinowelt Home Entertainment in deutscher und englischer Fassung auf DVD als Nr. 4 der Reihe Arthaus Collection British Cinema.